# The Works
«The Works» (укр. «Твори») — одинадцятий студійний альбом британського рок-гурту «Queen», що вийшов 27 лютого 1984 року на лейблах «EMI Records» у Великій Британії і «Capitol Records» в США. Після сильно-«синтезованого» альбому «Hot Space» (1982), у цьому альбомі з'явилося повторне відтворення рок-звучання Браяна Мея та Роджера Тейлора, в той же час включаючи ретрофутуристичну електронну музику початку 80-х років (Фредді Мерк'юрі) і нью-йоркську фанк-сцену (Джон Дікон). Записаного в студії «Record Plant Studios» в Лос-Анджелесі, Каліфорнія, і «Musicland Studios» в Мюнхені, Німеччина з серпня 1983 по січень 1984 року, назва альбому походить від коментаря Тейлора, зробленого на початку запису — «Давайте видамо їм твори!». Протягом десятиліття, після консервативної реакції і заборони відеокліпу до «I Want to Break Free» у Сполучених Штатах, гурт вирішив не гастролювати в Північній Америці, втративши перше місце в американських продажах, проте продажі в усьому світі (особливо в Європі) були ще краще. «The Works» продали накладом понад 6 мільйонів примірників в усьому світі.

## Історія
Після випуску і наступних гастролей до їхнього альбому «Hot Space» 1982 року, чотири члена «Queen» вирішили наступного року відпочити від гурту. Тоді як весняний тур Південною Америкою спочатку розглядався як можливий варіант, особливо з огляду на успіх гурту в тих краях два роки тому, проблеми з устаткуванням та рекламою поклали край цим планам. Браян Мей працював з Едді Ван Халеном та іншими учасниками «Star Fleet Project», а Роджер Тейлор і Фредді Мерк'юрі розпочали роботу над власними сольними альбомами («Strange Frontier» і «Mr. Bad Guy», відповідно). Однак у серпні 1983 року гурт возз'єднався і почав роботу над своїм одинадцятим студійним альбомом. Це був перший альбом «Queen» для «EMI Records» (і її американського філіалу «Capitol Records») в усьому світі після того, як гурт анулював свою угоду з «Elektra» для Сполучених Штатів, Канади, Австралії та Японії.
Запис почався в «Record Plant Studios» у Лос-Анджелесі — «Queen» записувалися в Америці вперше — та в «Musicland Studios» в Мюнхені. Також за цей час їх менеджер Джим Біч запропонував їм скласти альбом з саундтреками до фільму «Готель Нью-Гемпшир», однак, цей проєкт провалився. Тільки одна пісня, написана для фільму — «Keep Passing the Open Windows» — потрапила до «The Works ». В листопаді 1983 року «Radio Ga Ga» Роджера Тейлора обрали як перший синглу з альбому.

## Композиції

### Сторона «А»
Radio Ga Ga
«The Works» відкривається з піснею «Radio Ga Ga». Пісню написали на клавішних, після того, як Роджер Тейлор почув, як його син Фелікс (якому було три роки, на той час) сказав «радіо ка ка». Він написав її в Лос-Анджелесі, зачинившись в студії з синтезатором «Roland Jupiter 8» і драм-машиною. Після цього Джон Дікон придумав відповідну басову лінію. Фредді Мерк'юрі реконструював трек, як музично, так і лірично. Пісню як і раніше приписують Тейлору, оскільки Мерк'юрі був аранжувальником, а не співавтором. Фред Мендел, їхній сесійний клавішник, зібрав адитивний трек з фортепіано, синтезатору та тимчасової басової частини. Браян Мей використовував скляний слайд для свого гітарного соло. Тейлор заспівав всі бек-вокали, і використовував вокодер протягом всієї пісні. Більша частина пісні створена з електроніки і синтезаторів.
Tear It Up
Другий трек, «Tear It Up», є піснею Мея, на демо-записі якої весь вокал співав він, а не Мерк'юрі. Її написали як спробу відродити старе звучання «Queen». У ній присутня «топаюча» перкусія, подібна до «We Will Rock You», яка веде пісню. Коли її виконували наживо під час «The Magic Tour», Мей грав вступ від «Liar», а потім входив у початок пісні. 2018 року, через 30 років після останнього виступу, проєкт «Queen + Адам Ламберт» відродив виконання пісні, зробивши її першим треком в їхньому Європейському турі 2018 року.
It's a Hard Life
Третя пісня «The Works» «It's Hard Life» — вважається однією з найулюбленіших пісень Мея і Тейлора від Мерк'юрі (хоча вони зізналися, що ненавиділи відео до неї). Мей зробив внесок до деяких рядків пісні, а вступ був оснований на «Vesti la giubba» Руджеро Леонкавалло, арії з його опери «Паяци». Мерк'юрі грав на піаніно, виконавши більшу частину вокалу, і дав вказівку Мею щодо звукоряду, який він повинен був використовувати для соло, описаним Меєм у програмі про гітари «Star Licks»», як дуже «Богемно-рапсодійним».
Man on the Prowl
Трьох-акордова композиція Мерк'юрі з рокабілі (схожа на «Crazy Little Thing Called Love»), в якій Мендел грає на піаніно. Мей грав соло, використовуючи гітару «Fender Telecaster». Пісню планували як п'ятий і останній сингл з альбому, з попередньої датою виходу 19 листопада 1984 року, щобільше були відтиснуті на платівках її промо-копії («QUEEN 5») і розіслані (Б-сторона: пісня «Keep Passing the Open Windows»), але гурт вибрав різдвяний сингл («Thank God It's Christmas»).

### Сторона «Б»
Machines (Or 'Back to Humans')
П'ятий трек альбому «The Works» «Machines (Or 'Back to Humans')» виник на основі ідеї, що прийшла в голову Тейлору, а Мей допоміг її завершити. Продюсер Райнгольд Мак запрограмував на синтезаторі «Fairlight CMI II Sampler» «ламану» мелодію. Пісня співається як дует між двома вокальними доріжками між Мерк'юрі (він співає в гармонії з собою) та роботоподібним голосом Тейлора (він використовує вокодер «Roland VP330»). Інструментальний ремікс до пісні використовує уривки з пісні «Ogre Battle», записаної для другого альбому «Queen» — «Queen II», пісню «Flash» та пісню Ларрі Люрекса «Goin' Back» (насправді це «Queen» без участі Дікона, під псевдонімом Мерк'юрі). Ця пісня, поряд із «Radio Ga Ga» належить до тих композицій альбому, що використовують електроніку найбільше.
I Want to Break Free
Шосту пісню «I Want to Break Free» написав Джон Дікон. Ця поп-пісня відома завдяки відео до неї, в якому представлені всі чотири члени «Queen», одягнені як жінки, в пародії на британську мильну оперу «Вулиця Коронації». Ідея кліпу виникла у Тейлора. Мерк'юрі коментував це словами: «Кожен тягнув ковдру на себе». Дікон, автор пісні, наполягав на тому, що він не хоче гітарного соло у записі, тож Мендел зіграв соло на синтезаторі — але на концертах Мей грав його на гітарі. Версія, яку використано для синглу і рекламного відео, містить вступ та інструментальний перехід (після соло на синтезаторі), які не є частиною оригінального міксу.
Keep Passing the Open Windows
«Keep Passing The Open Windows» — сьомий трек «The Works», написаний Мерк'юрі у 1983 році для фільму «Готель Нью-Гемпшир», заснованого на романі Джона Ірвінга. Ця фраза неодноразово згадувалася протягом усього фільму, згідно зі вступними титрами, пісню також спродюсував менеджер гурту Джим Біч, який змінив її, щоб вона краще відповідала настрою альбому. Мерк'юрі грав на фортепіано і синтезаторах, написавши текст після прочитання цитати в книзі.
Hammer to Fall
«Hammer to Fall», восьма пісня, яка є ще одним «рок»-твором Мея альбому. Концертні версії пісні значно швидші, Мей співав їх під час своїх сольних турів. На синтезаторах грав Мендел, а більшість вокальних гармоній Мей записав сам, особливо перехід (крім слів «oh no», які виконав Тейлор). Пісня нагадує старий «Queen», вона побудована навколо важкого «кутоподібного» й «м'язового» гітарного рифу. У пісні фігурує основний вокал Мерк'юрі, який обмінюються кличами й вигуками з Меєм. Мей також співає частину приспіву. Музичне відео пісні, поставлене Девідом Меллетом, містить кадри з виконанням пісні в Брюсселі. «Hammer to Fall» була фаворитом на концертах. Гурт виконував її третьою під час концерту «Live Aid» 1985 року. Пісня також входила до сет-листу гурту, як під час «The Works Tour», так і під час «The Magic Tour» 1986 року.
Is This the World We Created...?
Альбом завершує «Is This the World We Created...?», яку написали в Мюнхені після того, як Мерк'юрі і Мей дивився новини про бідність у Африці; пісня  виконували на концерті «Live Aid» на біс. Мерк'юрі написав більшу частину тексту, а Мей написав акорди і зробив невеликий ліричний внесок. Пісню записали з гітарою «Ovation» , але під час концертів Мей використовував гітару Тейлора з нейлоновими струнами «Gibson Chet Atkins CE». У записі цієї пісні використовували рояль, але зрештою він не увійшов до остаточного міксу.

### Нереалізовані пісні і демо-записи
Сесії для «The Works» були дуже продуктивними, внаслідок чого переважна більшість написаного матеріалу було записано. Лише дев'ять пісень з цього матеріалу було використано для альбомі, а багато пісень з решти вийшло в інших формах.
Back to Storm
У цьому швидкому записі, який, як вважають, народився під час запису «The Works», домінують піаніно та ударні. Існує тільки демо-версія низької якості, про запис пісні відомо мало. Він триває трохи більше хвилини. В кінці треку можна почути, як Мерк'юрі каже: «дуже добре, ха ха. Воно має кудись піти, але воно ... е-е... не». Решту розмови розібрати неможливо.
I Dream of Christmas
Коли «Queen» у 1984 році захотіли написати різдвяну пісню, Роджер написав основу для пісні «Thank God It's Christmas», тоді як Браян напивав пісню «I Dream of Christmas». Гурту довелося вибирати між ними, і вони обрали «Thank God It's Christmas», яку Браян та Роджер дописали разом. Ходять чутки, що гурт записав «I Dream of Christmas», хоча жодного підтвердження не існує. Браян потім працював над «I Dream of Christmas» з майбутньою дружиною Анітою Добсон, внаслідок цього пісня вийшла як сингл у 1988 році. У ній фігурує також Джон Дікон.
I Go Crazy
Написану Меєм десь у 1981 році, пісню записали під час сесій альбому, але вона увійшла до остаточного варіанту. Натомість її випустили на Б-стороні синглу «Radio Ga Ga».
Let Me In Your Heart Again
Цю пісню, написав Мей, її кілька разів переписували й перезаписували, перш ніж залишити її незавершеною, пізніше її записала Аніта Добсон, за участю Мея, для альбому «Talking of Love». 2014 року гурт видав закінчену версію пісні в альбомі «Queen Forever», де фігурують уривки з кількох демо-записів «Queen», з новим фоновим вокалом Браяна та Роджера і новою гітарною грою Браяна.
Let Me Live
«Let Me Live» гурт спочатку записав 1983 року як дует між Мерк'юрі і Родом Стюартом. Спочатку у ній також грав на гітарі Джефф Бек. Пісня так і не вийшла, хоча гурт її переробив, щоб вмістити до студійного альбому «Made in Heaven» 1995 року, що вийшов після смерті Мерк'юрі. Готова версія містить один куплет і приспів, які заспівав Мерк'юрі, а решту — Мей і Тейлор. Невідомо, чому версію зі Стюартом ніколи не використовували.
Little Boogie
Як вважають, ця альтернативна фортепіанна версія пісні «Back to Storm» народилася під час роботи над альбомом «The Works». Більше нічого про трек не відомо.
Love Kills
Написали Мерк'юрі і Джорджо Мородер. «Love Kills» спочатку записали для студійного альбому «The Works» 1984 року, але зрештою її відхилили. Потім її переробили як сольний трек Мерк'юрі, щоб включити до реставрованої та відредагованої Мородером у 1984 році німої стрічки «Метрополіс» 1927 року, а також вона вийшла як сингл. Пізніше трек переробили на баладу «Queen ballad» і він вийшов в альбомі «Queen Forever» 2014 року.
Man Made Paradise
Пізніше цю пісню переписали як сольний трек Мерк'юрі і вона вийшла у його сольному альбомі «Mr. Bad Guy» 1985 року.
Man on Fire
«Man on Fire», написав Тейлор, як вважають, її записали у 1984 році для «The Works», перш ніж перезаписати, а потім вона вийшла у другому сольному альбомі Тейлора «Strange Frontier» того ж року. Рання промо-касета для «The Works» має зовсім інший трек-лист, де з'являється її назва. Більше нічого про трек не відомо, або навіть чи існує повна версія.
Thank God It's Christmas
Цей трек, написаний Меєм і Тейлором, у підсумку вийшов як різдвяний сингл у 1984 році, а пізніше з'явився як Б-сторона синглу «A Winter's Tale» у 1995 році. Він також вийшов в рамках компіляції «Greatest Hits III» 1999 року. Це була єдина різдвяна пісня, яку записали «Queen».
There Must Be More to Life Than This
Її написав Мерк'юрі. Цю пісню спочатку записали з Мерк'юрі і Майклом Джексоном, а потім її перезаписали «Queen» у 1981 році для альбому «Hot Space». Потім трек повинен був бути записаний, щоб стати завершальною піснею альбому «The Works» до того, як Мерк'юрі і Мей написали: «Is This the World We Created...?"». У підсумку її записали як сольний трек Мерк'юрі і вона вийшла у його сольному альбомі «Mr. Bad Guy» 1985 року. 2014 року перероблена версія пісні «Queen» з дуетом Мерк'юрі і Джексона вийшла в альбомі «Queen Forever».

## Відгуки критиків
Більшість критиків дали «The Works» загалом позитивну критику, побачивши в ньому повернення «Queen» до форми. Парк Патербо з «Rolling Stone» описав його як «перший справжній альбом за деякий час» та «королівське свято хард-року». Сенді Робертсон в тризірковій рецензії написав «Цього разу „Queen“ зіграли надійно». У ретроспективному огляді Грег Пато з «AllMusic» відчував, що хоча написання пісень безумовно покращилося в альбомі „The Works“ у 1984-му, альбому бракує у сенсі звучання тієї родзинки, яка чулася в раніших творах, таких як „News of the World“ та „The Game“».

## Список пісень
Весь головний вокал виконується Фредді Мерк'юрі
| Сторона «А» | Сторона «А»        | Сторона «А»     | Сторона «А» |
| #           | Назва              | Автор           | Тривалість  |
| ----------- | ------------------ | --------------- | ----------- |
| 1.          | «Radio Ga Ga»      | Роджер Тейлор   | 5:44        |
| 2.          | «Tear It Up»       | Браян Мей       | 3:28        |
| 3.          | «It's a Hard Life» | Фредді Мерк'юрі | 4:08        |
| 4.          | «Man on the Prowl» | Фредді Мерк'юрі | 3:28        |

| Сторона «Б» | Сторона «Б»                        | Сторона «Б»                 | Сторона «Б» |
| #           | Назва                              | Автор                       | Тривалість  |
| ----------- | ---------------------------------- | --------------------------- | ----------- |
| 5.          | «Machines (Or 'Back to Humans')»   | Браян Мей і Роджер Тейлор   | 5:10        |
| 6.          | «I Want to Break Free»             | Джон Дікон                  | 3:20        |
| 7.          | «Keep Passing the Open Windows»    | Фредді Мерк'юрі             | 5:21        |
| 8.          | «Hammer to Fall»                   | Браян Мей                   | 4:28        |
| 9.          | «Is This the World We Created...?» | Фредді Мерк'юрі і Браян Мей | 2:13        |

| Бонус-треки (1991 «Hollywood Records» CD перевидання) | Бонус-треки (1991 «Hollywood Records» CD перевидання) | Бонус-треки (1991 «Hollywood Records» CD перевидання) | Бонус-треки (1991 «Hollywood Records» CD перевидання) |
| #                                                     | Назва                                                 | Автор                                                 | Тривалість                                            |
| ----------------------------------------------------- | ----------------------------------------------------- | ----------------------------------------------------- | ----------------------------------------------------- |
| 10.                                                   | «I Go Crazy» (оригінал B-сторона)                     | Браян Мей                                             | 3:42                                                  |
| 11.                                                   | «Radio Ga Ga» (розширена версія)                      | Роджер Тейлор                                         | 6:50                                                  |
| 12.                                                   | «I Want to Break Free» (розширений мікс)              | Джон Дікон                                            | 7:12                                                  |

| 2011 бонус EP | 2011 бонус EP                                                             | 2011 бонус EP               | 2011 бонус EP |
| #             | Назва                                                                     | Автор                       | Тривалість    |
| ------------- | ------------------------------------------------------------------------- | --------------------------- | ------------- |
| 1.            | «I Go Crazy» (В-сторона)                                                  | Браян Мей                   | 3:44          |
| 2.            | «I Want to Break Free» (сингл-ремікс)                                     | Джон Дікон                  | 4:18          |
| 3.            | «Hammer to Fall» (мікс)                                                   | Браян Мей                   | 5:18          |
| 4.            | «Is This the World We Created...?» (виступ у Ріо де Жанейро, січень 1985) | Фредді Мерк'юрі і Браян Мей | 3:03          |
| 5.            | «It's a Hard Life» (виступ у Ріо де Жанейро, січень 1985)                 | Фредді Мерк'юрі             | 4:26          |
| 6.            | «Thank God It's Christmas» (не альбомний сингл)                           | Браян Мей і Роджер Тейлор   | 4:22          |

| 2011 iTunes делюкс-видання бонус-відео | 2011 iTunes делюкс-видання бонус-відео                           | 2011 iTunes делюкс-видання бонус-відео | 2011 iTunes делюкс-видання бонус-відео |
| #                                      | Назва                                                            | Автор                                  | Тривалість                             |
| -------------------------------------- | ---------------------------------------------------------------- | -------------------------------------- | -------------------------------------- |
| 7.                                     | «Tear It Up» (виступ на Wembley Stadium, Лондон – 11 липня 1986) | Браян Мей                              | 2:23                                   |
| 8.                                     | «I Want to Break Free» (виступ у Ріо де Жанейро – січень 1985)   | Джон Дікон                             | 3:27                                   |
| 9.                                     | «Radio Ga Ga» (промо-відео, 1984)                                | Роджер Тейлор                          | 5:54                                   |

## Кліпи до альбому
1. «Radio Ga Ga» — у записі використовувалися кадри зі старого фантастичного фільму «Метрополіс». В масовках брали участь члени фан-клубу «Queen».
2. «It's a Hard Life» — кліп зняли за два дні на мюнхенській «Arri Film Studios». Джон Дікон недолюблює цю постановку Тіма Поупа, вважаючи її занадто помпезною. Відео перетворено в театралізоване дійство із середньовічними костюмами і великою кількістю розкоші. У кліпі простежується гротеск.
3. «I Want to Break Free» — переодягнені в жінок музиканти пародіюють героїнь популярної на той час мильної опери «Вулиця Коронації». В США кліп заборонили, а в Японії його зустріли схвально. В кліпі є балетна частина, в якій Фредді Мерк'юрі виконує складні хореографічні номери.
4. «Hammer to Fall» — кліп виконаний у вигляді «живого» виступу. Існує також подовжена (розширена) версія.

## Учасники запису
Queen
- Фредді Мерк'юрі — головний вокал (всі треки), бек-вокал (3-8), клавішні (3, 5, 7), семплер (1)
- Браян Мей — електрогітара (всі, крім 9), бек-вокал (2, 3, 5, 7, 8), акустична гітара (9)
- Роджер Тейлор — ударні (всі, крім 9), бек-вокал (1-3, 8, 9), вокодер (1, 5), семплер (1), перкусія (2), драм-машина (5), синтезатор (5)
- Джон Дікон — бас-гітара (всі, крім 9), акустична гітара (6), синтезатор (6)

Додатковий персонал
- Фред Мендел — клавішні (1, 4, 6, 8)
- Райнгольд Мак — «Fairlight CMI»-програмування (5), інженерінг
- Майк Бейріджер — додатковий інженерінг
- Стефан Вісснет — додатковий інженерінг
- Ед Делена — додатковий інженерінг
- Білл Сміт — дизайн конверту
- Джордж Харрелл — фотографування

## Сингли
У перший і єдиний раз у своїй кар'єрі всі пісні (і один трек без альбому «I Go Crazy») з альбому «Queen» були використані як А-сторона, так і Б-сторона на синглах. Починаючи з цього альбому, гурт почав випускати сингли у Великій Британії за їхніми власними каталоговими номерами.
| Номер     | Формат      | А-сторона                                     | Б-сторона                                                                                | Дата релізу (Велика Британія) |
| --------- | ----------- | --------------------------------------------- | ---------------------------------------------------------------------------------------- | ----------------------------- |
| QUEEN 1   | (7" сингл)  | «Radio Ga Ga»                                 | «I Go Crazy»                                                                             | —                             |
| 12QUEEN 1 | (12" сингл) | «Radio Ga Ga (Extended Version)»              | «Radio Ga Ga (Instrumental Version)»/«I Go Crazy»                                        | 23 січня 1984                 |
| QUEEN 2   | (7" сингл)  | «I Want to Break Free (Single Mix)»           | «Machines (or 'Back to Humans')»                                                         | —                             |
| 12QUEEN 2 | (12" сингл) | «I Want to Break Free (Extended Mix)»         | «Machines (or 'Back to Humans')»                                                         | 2 квітня 1984                 |
| QUEEN 3   | (7" сингл)  | «It's a Hard Life»                            | «Is This the World We Created…?»                                                         | —                             |
| 12QUEEN 3 | (12" сингл) | «It's a Hard Life»                            | «Is This the World We Created…?»                                                         | 16 липня 1984                 |
| QUEEN 4   | (7" сингл)  | «Hammer to Fall (Headbanger's Mix Edit)»      | «Tear It Up»                                                                             | —                             |
| 12QUEEN 4 | (12" сингл) | «Hammer to Fall (Headbanger's Mix)»           | «Tear It Up»                                                                             | 10 вересня 1984               |
| QUEEN 5   | (7" сингл)  | «Thank God It's Christmas» (неальбомний трек) | «Man on the Prowl»/«Keep Passing the Open Windows»                                       | —                             |
| 12QUEEN 5 | (12" сингл) | «Thank God It's Christmas»                    | «Man on the Prowl (Extended Version)»/«Keep Passing the Open Windows (Extended Version)» | 26 листопада 1984             |

### Інше
| Формат                        | А-сторона                           | Б-сторона                                               |
| ----------------------------- | ----------------------------------- | ------------------------------------------------------- |
| США 7" сингл і касетний сингл | «Radio Ga Ga (U.S. Single Edit)»    | «I Go Crazy»                                            |
| США промо 7" сингл            | «I Want to Break Free (Single Mix)» | «I Want to Break Free (Special 7 Single Edit)»          |
| США 7" сингл і касетний сингл | «I Want to Break Free (Single Mix)» | «Machines (or 'Back to Humans') (Instrumental Version)» |

## Чарти
| Рік  | Чарт                                             | Позиція |
| ---- | ------------------------------------------------ | ------- |
| 1984 | Австралія (Kent Music Report)                    | 16      |
| 1984 | Австрійський чарт альбомів                       | 2       |
| 1984 | Бельгія (Валлонія) (Ultratop)                    | 87      |
| 1984 | Канада (RPM)                                     | 22      |
| 1984 | Нідерланди (MegaCharts)                          | 1       |
| 1984 | Франція (SNEP)                                   | 14      |
| 1984 | Італійський чарт альбомів                        | 4       |
| 1984 | Японія (Oricon)                                  | 7       |
| 1984 | Нова Зеландія (Official New Zealand Music Chart) | 9       |
| 1984 | Норвегія (VG-lista)                              | 2       |
| 1984 | Швеція (Sverigetopplistan)                       | 3       |
| 1984 | Швейцарський чарт альбомів                       | 3       |
| 1984 | Велика Британія (UK Albums Chart)                | 2       |
| 1984 | США (Billboard 200)                              | 23      |
| 1984 | Німеччина (Media Control Charts)                 | 3       |
| 2005 | Бельгія (Фландрія) (Ultratop)                    | 18      |
| 2005 | Бельгія (Валлонія) (Ultratop)                    | 5       |
| 2011 | Південнокорейський чарт альбомів                 | 85      |

| Чарт (1984)                       | Позиція |
| --------------------------------- | ------- |
| Австралія (Kent Music Report)     | 48      |
| Австрійський чарт альбомів        | 2       |
| Канада (RPM)                      | 88      |
| Франція (SNEP)                    | 21      |
| Італійський чарт альбомів         | 37      |
| Велика Британія (UK Albums Chart) | 14      |

| Чарт (1980–89)             | Позиція |
| -------------------------- | ------- |
| Австрійський чарт альбомів | 32      |

## Сертифікації
| Країна                                                  | Сертифікація | Продано  |
| ------------------------------------------------------- | ------------ | -------- |
| Австрія (IFPI)                                          | Платина      | 50,000*  |
| Канада (Music Canada)                                   | Платина      | 100,000^ |
| Німеччина (BVMI)                                        | Платина      | 500,000^ |
| Нідерланди (NVPI)                                       | Золото       | 50,000^  |
| Польща (ZPAV) перевидання лейблу Agora SA 2008 року     | Діаманд      | 100,000* |
| Іспанія (PROMUSICAE)                                    | Золото       | 50,000^  |
| Швейцарія (IFPI)                                        | Платина      | 50,000^  |
| Велика Британія (BPI)                                   | 2хПлатина    | 650,000  |
| США (RIAA)                                              | Золото       | 500,000^ |
| * Дані про продажі, засновані тільки на сертифікації    |              |          |
| ^ Дані про постачання, засновані тільки на сертифікації |              |          |